# Hugormen (dokumentarfilm)
|  | Denne artikel er oprettet af botten Steenthbot ud fra en ekstern database. Den kan derfor have sproglige fejl eller mangler. Denne skabelon kan fjernes efter kontrol af indholdet. |

Hugormen er en dansk naturfilm fra 1946 instrueret af Nicolai Lichtenberg og efter manuskript af Hans Hvass.

## Handling
Eigil Holm: Hugormen føder levende unger, der straks søger bort fra moderen. Ungen har funktionsdygtige gifttænder. Hannen er grå med sort zig-zag stribe, undertiden helt sort. Hunnen er brun. Sammenlignes med snog og stålorm. Hugormen lever i lyng. Jager mus, hugger en skovmus, der dør på et par minutter, hvorefter den bliver slugt. Dens diameter er den dobbelte af hugormens.

Løbende børn med bare ben. Et af børnene bliver bidt af en hugorm, et andet barn binder hårdt kompres under knæet.Pigen hentes af ambulance med en læge, der medbringer serum. Patienten får en indsprøjtning. Lægen fortæller, hvordan man skal forholde sig ved hugormebid. Alle læger i hugormeegnene har serum. Man dør ikke af hugormebid, men det er smertefuldt.

Den vekselvarme hugorm sover vintersøvn under jorden sammen med andre hugorme. Parringen varer et sekund. Hugormen gør nytte ved at æde mus.

Filmen slutter med et digt.